# シラウオタケ
シラウオタケ（白魚茸、学名: Multiclavula mucida）はカレエダタケ科シラウオタケ属に属する極小型のキノコ（菌類）である。生活型は緑藻類と共生するキノコで、地衣類とみなすこともある。担子菌地衣として認識されるときは、キリタケという別名で呼ばれる。食用不適。

## 分布・生態
日本各地を含む北半球、オーストラリアなどの温帯域を中心に分布する。日本ではやや標高の高い場所でみられる。
春から秋にかけて、山道や各種林内の湿った腐朽木、倒木の表面や、少し湿った岩の表面に多数群生する。このキノコが生えているところは、常に緑藻が生じており、この緑藻と共生している。子実体の1本1本が、一定の間隔をあけて発生する。

## 形態
子実体はとても小さな細い円筒形から棍棒状でふつう分岐せず、高さは0.3 - 2センチメートル (cm) 、幅は1ミリメートル (mm) ほどで、基部は細い柄となる。先端がわずかに尖り、中程は膨れ、下方に向かって次第に細まる。全体が白色で、古くなると黄白色を帯び、特に先端は薄いオレンジ色から褐色になる。キノコは繊細な割に曲げても折れず、質は柔軟で丈夫である。
キノコを構成する菌糸は一菌糸型で、隔壁にクランプを有する。担子胞子は大きさ5.5 - 6.5 × 2 - 3マイクロメートル (μm) の円筒形から楕円形で、非アミロイド性。胞子紋は白色。

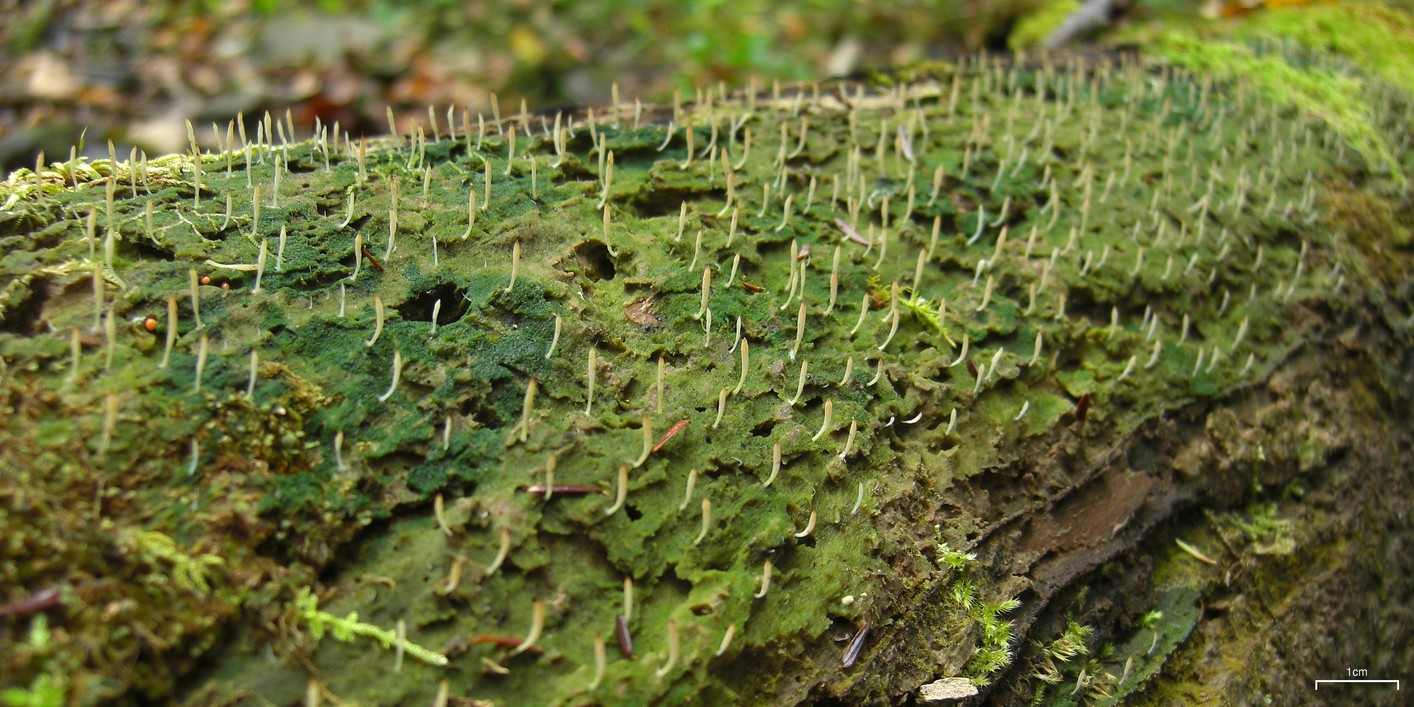
緑藻に覆われた朽ちた倒木上に群生したシラウオタケ
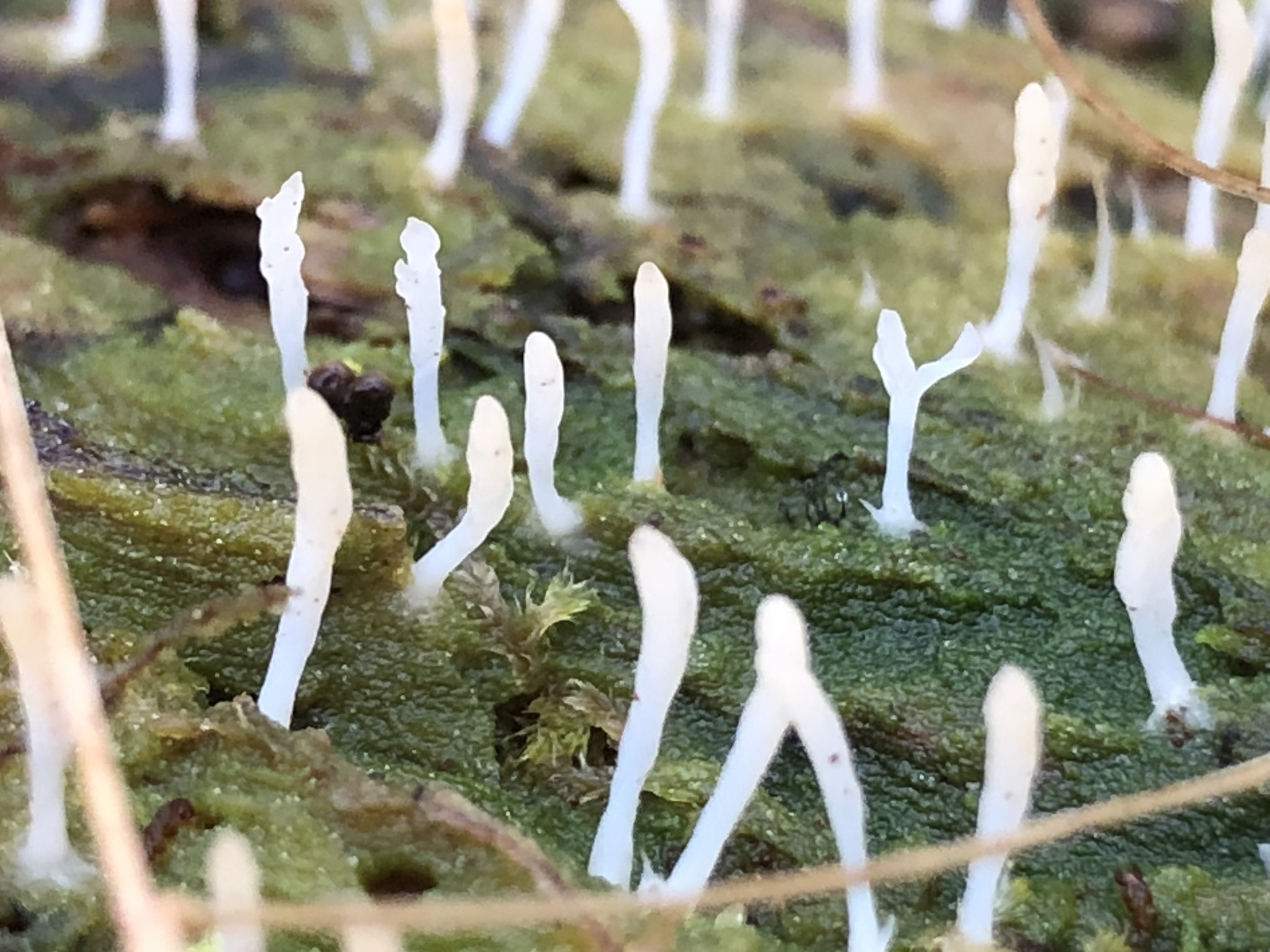
子実体は白い棍棒状
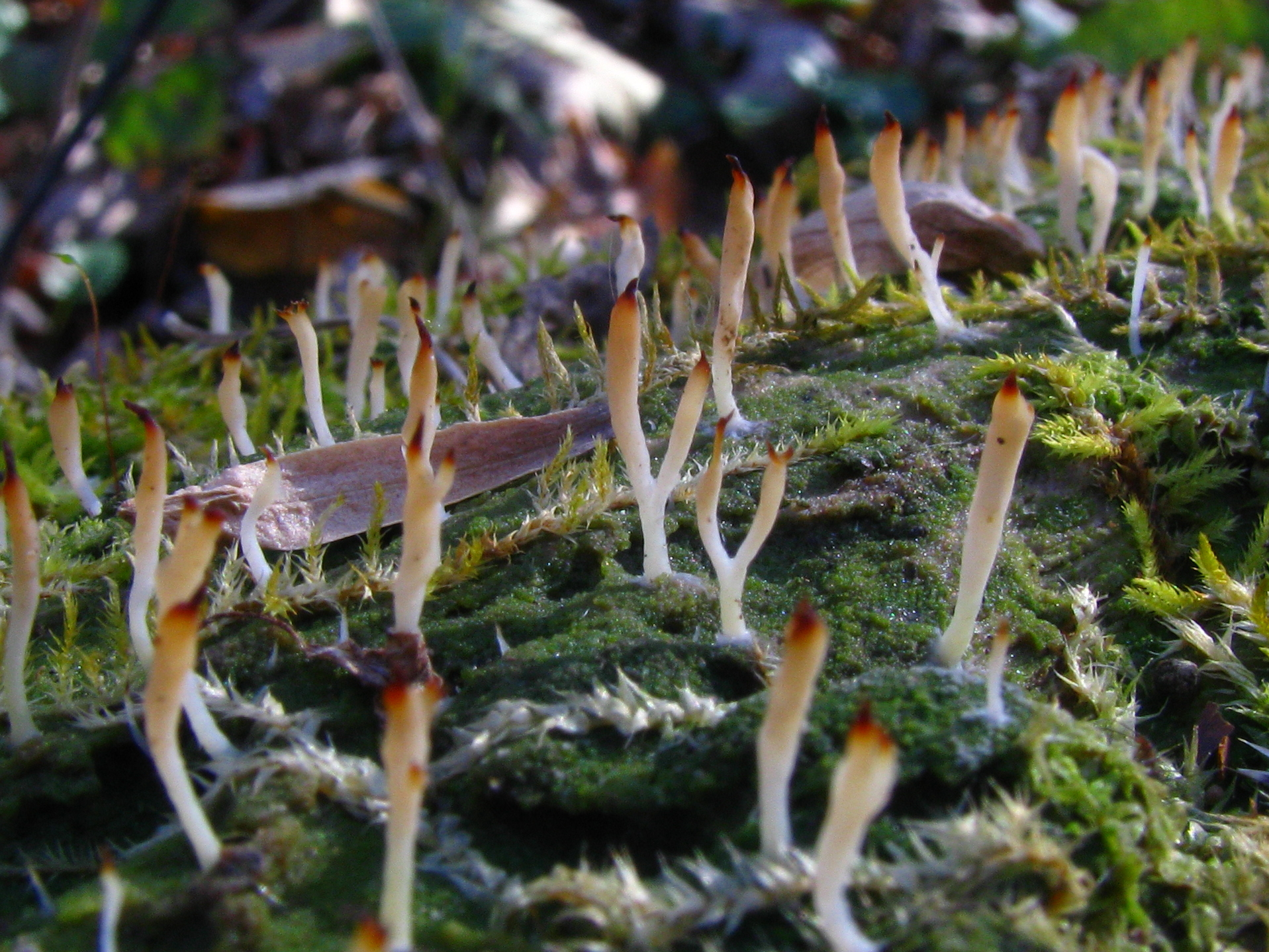
古くなると先端の方から褐色を帯びてくる